# 54598 Bienor
54598 Bienor é um centauro que passa próximo da órbita de Urano. Ele possui uma magnitude absoluta de 7,6 e um diâmetro com cerca de 207 ± 30 km.

## Descoberta e nomeação
54598 Bienor foi descoberto no dia 27 de agosto de 2000, pelos astrônomos Marc W. Buie, S. D. Kern, R. L. Millis e L. H. Wasserman através do programa Deep Ecliptic Survey. Este objeto recebeu o nome de Bienor, um centauro na mitologia grega.

## Características orbitais
A órbita de 54598 Bienor tem uma excentricidade de 0,201 e possui um semieixo maior de 16,472 UA. O seu periélio leva o mesmo a uma distância de 13,165 UA em relação ao Sol e seu afélio a 19,779 UA. Ele atingirá seu periélio em 2027.